# Институт Рикарду Бреннанда
Институт Рикарду Бреннанда (Instituto Ricardo Brennand) — находится в районе Варзеа города Ресифе в штате Пернамбуку, Бразилия. Занимая площадь 77 603 м², Институт Рикардо Бреннанда имеет значительный процент сохранившихся атлантических лесов и расположен примерно в 1 км от кампусов университетов UFPE и IFPE. Открыт в 2002 году на основе частной коллекции местного коллекционера и бизнесмена Рикарду Бреннанда.
Институт занимает архитектурный комплекс, построенный в средневековом стиле и состоит из музея, художественной галереи с хранилищем — пинакотекой, библиотеки, окруженных парком с большим количеством скульптур. Музей имеет постоянную коллекцию из историко-художественных объектов различного происхождения, охватывающих период от начала средних веков и до XXI века, богатую историческую документацию и иконографию, связанных с колониальным периодом страны и периодом Голландской Бразилии. В том числе там находится крупнейшая в мире коллекция картин Франса Поста из двадцати работ.
Институт Рикарду Бреннанда также обладает одной из крупнейших коллекций холодного оружия в мире, насчитывающая более 3000 экземпляров, большая часть из Европы и Азии (14-16 вв). В институтской библиотеке представлены более 62 тысяч томов (16-20 вв).

## История
Музей был основан Рикарду Бреннандом (1927—2020), бразильским (из штата Пернамбуко) предпринимателем и коллекционером. Он родился в городе Кабу-ди-Санту-Агостинью в 1927 году. Семья Бреннанда одна из крупнейших производителей сахара в Северо-восточном регионе Бразилии, занималась также строительством и производством изделий из цемента, плитки, стекла, фарфора и стали, и др. В юности, получив в подарок первый перочинный ножик (1940е годы), Рикарду начал собирать коллекцию перочинных ножей, а далее холодного оружия, рыцарских доспехов. Коллекционировал также оружие ближнего боя, собирая образцы в течение последующих десятилетий, что и стало основой для одной из крупнейших частных коллекций этой категории в мире.
В 1990-х годах Бреннанд решил инвестировать часть своего капитала, полученного от продажи части своих заводов, в создание института и музея для сохранения и систематизации своей коллекции. Ещё до открытия института, начал приобретать произведения искусства и предметы, относящиеся к истории Бразилии, особенно к периоду оккупации Нидерландами (1630 — 1654гг) Северо-восточного региона страны. В течение нескольких лет Бреннанд приобрёл богатую коллекцию картин голландского художника Франс Пост, а также пейзажи и портреты семнадцатого века, карты, гобелены, монеты, документы, редкие книги и другие объекты, относящиеся к бразильской тематике.
Институт (музей) Рикарду Бреннанд (ИРБ) был открыт в Ресифе в сентябре 2002 года. В нём была представлена передвижная выставка художника Альберта Экхаута, который вместе с Францем Постом принимал участие в восьмилетней экспедиции по Бразилии (1637—1644). Выставка под названием «Альберт Экхаут возвращается в Бразилию» впервые была проведена в Ресифе. Далее — выставки были организованы в Пинакотеке штата Сан-Паоло, в г.Бразилиа и в Императорском дворце г.Рио-де-Жанейро. Таким образом, Институт Рикарду Бреннанда впервые предоставил бразильской общественности коллекцию картин Эксхаута, принадлежащих Национальному музею Дании. В следующем году(28/03/2003) в Ресифи открылась выставка картин «Франс Пост и Бразилия голландская» в здании Института Рикарду Бреннанда, в присутствии Королевы Нидерландов — Беатрикс, принца Вильлема-Александра и принцессы Максима Соррегьета.
Кроме постоянных и временных выставок, ИРБ предлагает экскурсии. Проводятся курсы по истории искусства: образовательная программа предназначена для учащихся системы государственного и частного образования Пернамбуку, программы художественного образования — для учителей и представителей культурной деятельности в целом.
В 2014 году ИРБ был признан лучшим музеем в Южной Америке и вошел в список 25 лучших музеев мира по версии пользователей TripAdvisor.

## Архитектурный комплекс и парк
Институт Рикарду Бреннанд расположен в комплексе зданий, построенных в стиле поздней английской готики Тюдор. Это современные здания, но украшенные оригинальными декоративными элементами, барельефами в готическом стиле. Комплекс включает в себя музей оружия, рыцарских доспехов и картин, библиотеку, художественную галерею, хранилище (пинакотеку), зрительный зал вместимостью 120 человек, зоны обслуживания посетителей, а также технические и административные помещения.
Вокруг комплекса находится большой парк площадью 18 тыс. га, c искусственными озёрами, крупными скульптурами, такими как копии «Мыслителя» Огюста Родена, «Давида» Микеланджело, «Первая леди» колумбийца Фернандо Ботеро и др.

## Коллекция оружия

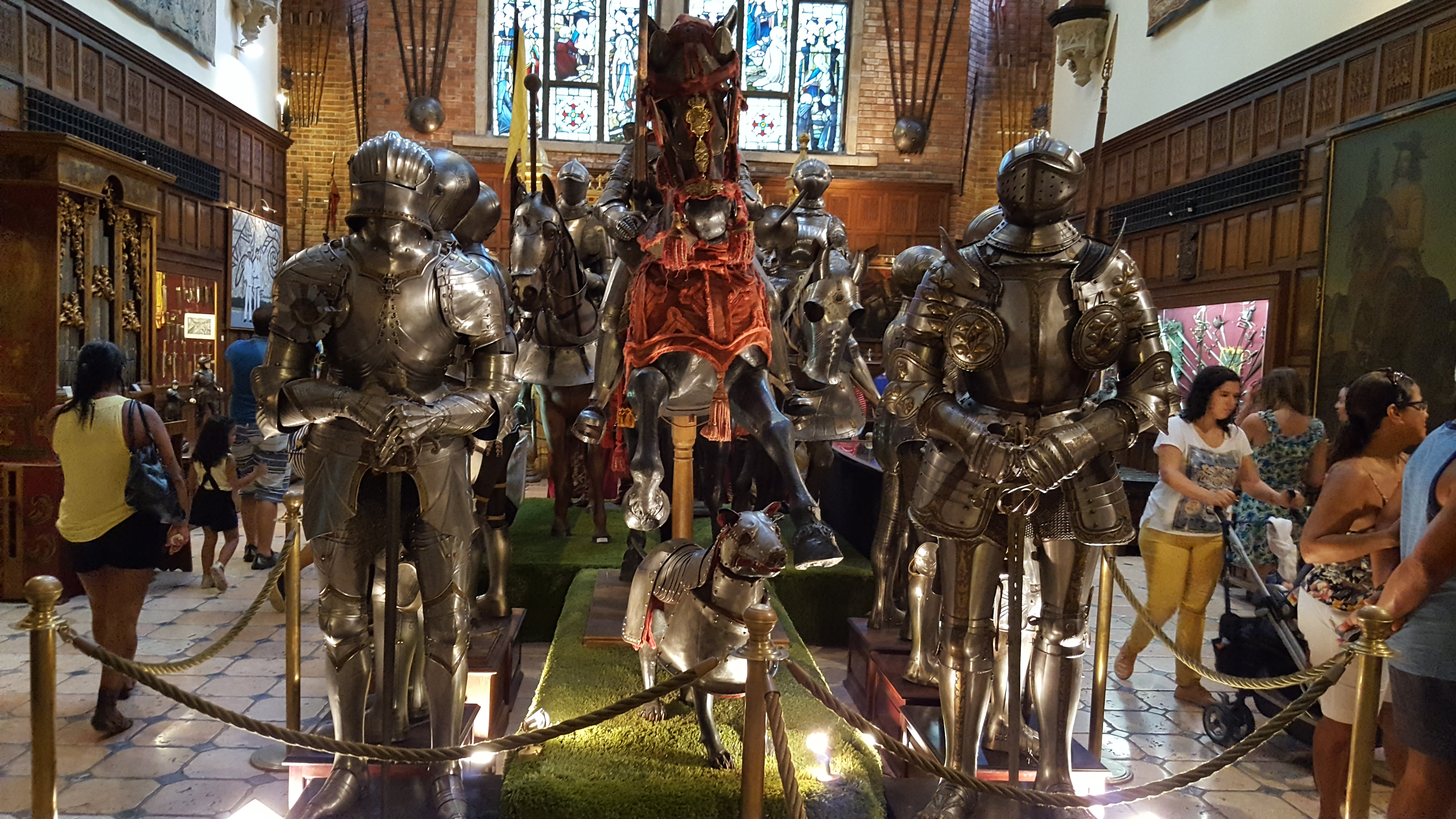
Коллекции рыцарских доспехов в Музее Рикарду Бреннанда

Основу оружейной палаты составляет коллекция Рикарду Бреннанда. Она состоит из более чем 3000 образцов, из Англии, Франции, Италии, Германии, Испании, Швеции, Турции, Индии и Японии, будучи одной из крупнейших в мире коллекций в своем роде.
Коллекция подразделяется на конкретные сегменты: охотничье оружие, военное оружие (наступательное и оборонительное), средства индивидуальной защиты. Одним из основных ценностей коллекции является набор 27 полных рыцарских доспехов (то есть щитов, шлемов, рукавиц, перчаток и кольчуг), произведенных в период между XIV и XVII вв., а также броня для лошадей и собак.
Коллекция штыкового оружия включает кинжалы, стилеты, мечи, арбалеты, булавы, алебарды, ножи перочинные и художественные (из стали и др. металлов) различных размеров и форматов, охватывающие период с XV века до наших дней. В их числе есть экземпляры, украшенные драгоценными камнями, слоновой костью, рогом, перламутром. Обращают на себя внимание столовые и перочинные ножи, а также наборы традиционных британских столовых приборов производства фабрики Joseph Rodgers & Sons Limited, основанной в Шеффилде в 1724 году.